# Eduard Wassiljewitsch Malofejew
Eduard Wassiljewitsch Malofejew (russisch Эдуард Васильевич Малофеев; * 2. Juni 1942 in Krasnojarsk) ist ein ehemaliger russischer Fußballspieler und -trainer.

## Laufbahn

### Verein
Malofejew begann seine Laufbahn als Erwachsenenfußballer 1960 bei Awangard Kolomna. 1961 wechselte er zu Spartak Moskau, mit dem er 1962 den sowjetischen Meistertitel gewann. Zum Spieljahr 1963 wechselte er zum FK Dinamo Minsk.

### Nationalmannschaft
Bei der Weltmeisterschaft 1966 gehörte Malofejew zum Aufgebot der sowjetischen Auswahlmannschaft, dabei erzielte er drei Treffer in fünf Partien. Auch bei der Europameisterschaft 1968 wurde der Stürmer in den EM-Kader der UdSSR berufen.

### Trainer
1984 wurde er zum Trainer der sowjetischen Nationalmannschaft berufen, mit der er sich für die Weltmeisterschaft 1986 in Mexiko qualifizierte. Unmittelbar vor dem Turnier wurde er aber von seinem Vorgänger Waleri Lobanowski abgelöst. Von 2000 bis 2003 trainierte Malofejew die belarussische Nationalmannschaft. Daneben war er Cheftrainer bei Dynamo Moskau, Dinamo-Gasowik Tjumen, Anschi Machatschkala, Fakel Woronesch und Dynamo Sankt Petersburg.

## Erfolge

### Verein
- Sowjetischer Meister: 1962

### Persönliches
- Torschützenkönig der sowjetischen Liga: 1971